# Józef Maksymilian Ossoliński

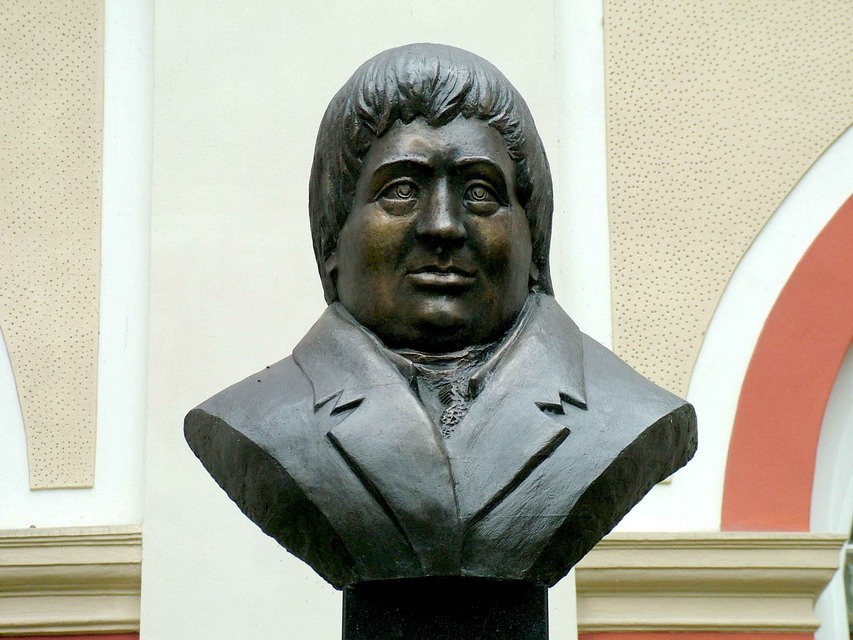
Popiersie J.M.Ossolińskiego na dziedzińcu wrocławskiego Ossolineum

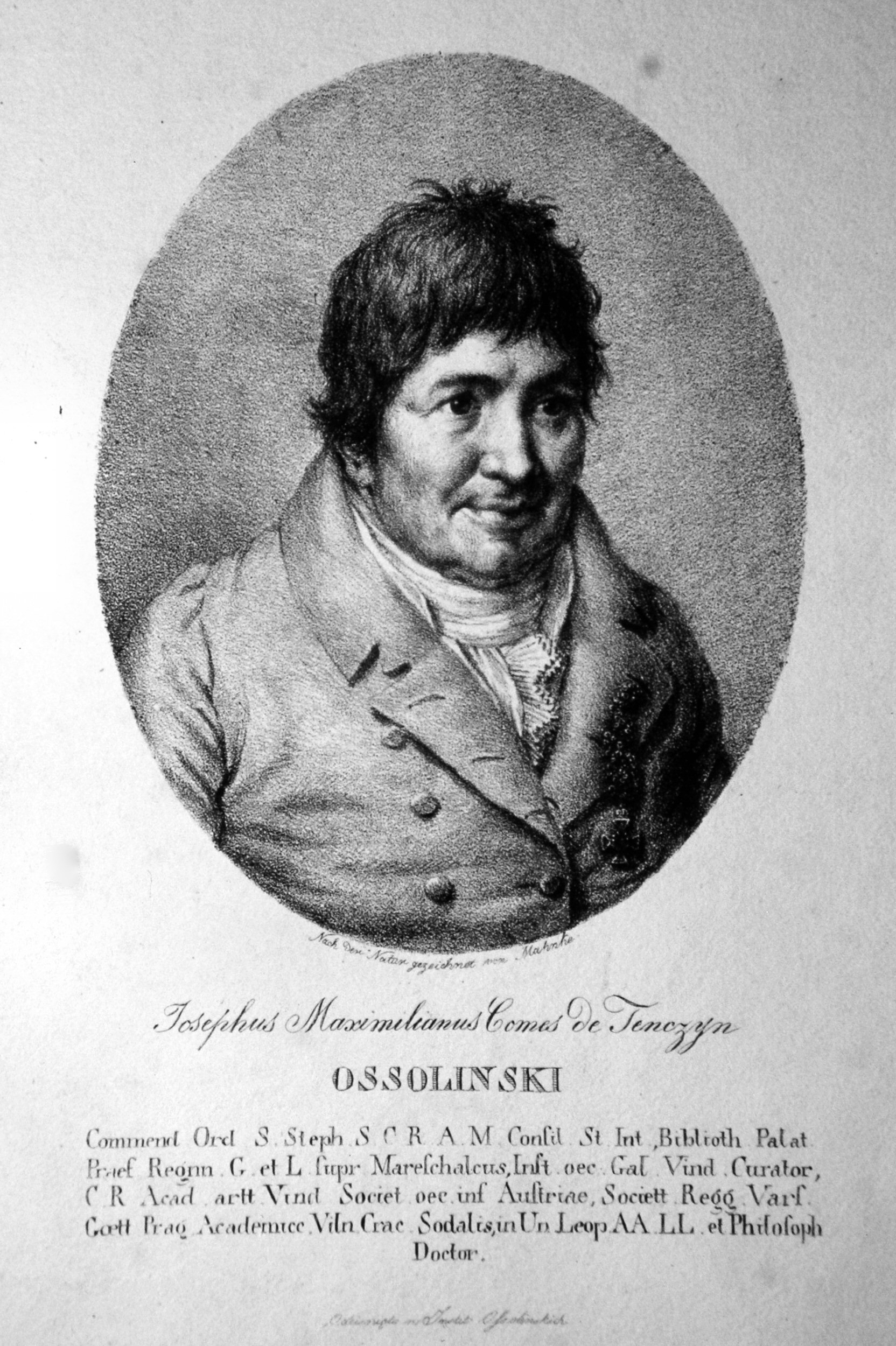
Litografia przedstawiająca Ossolińskiego (XIX w.)

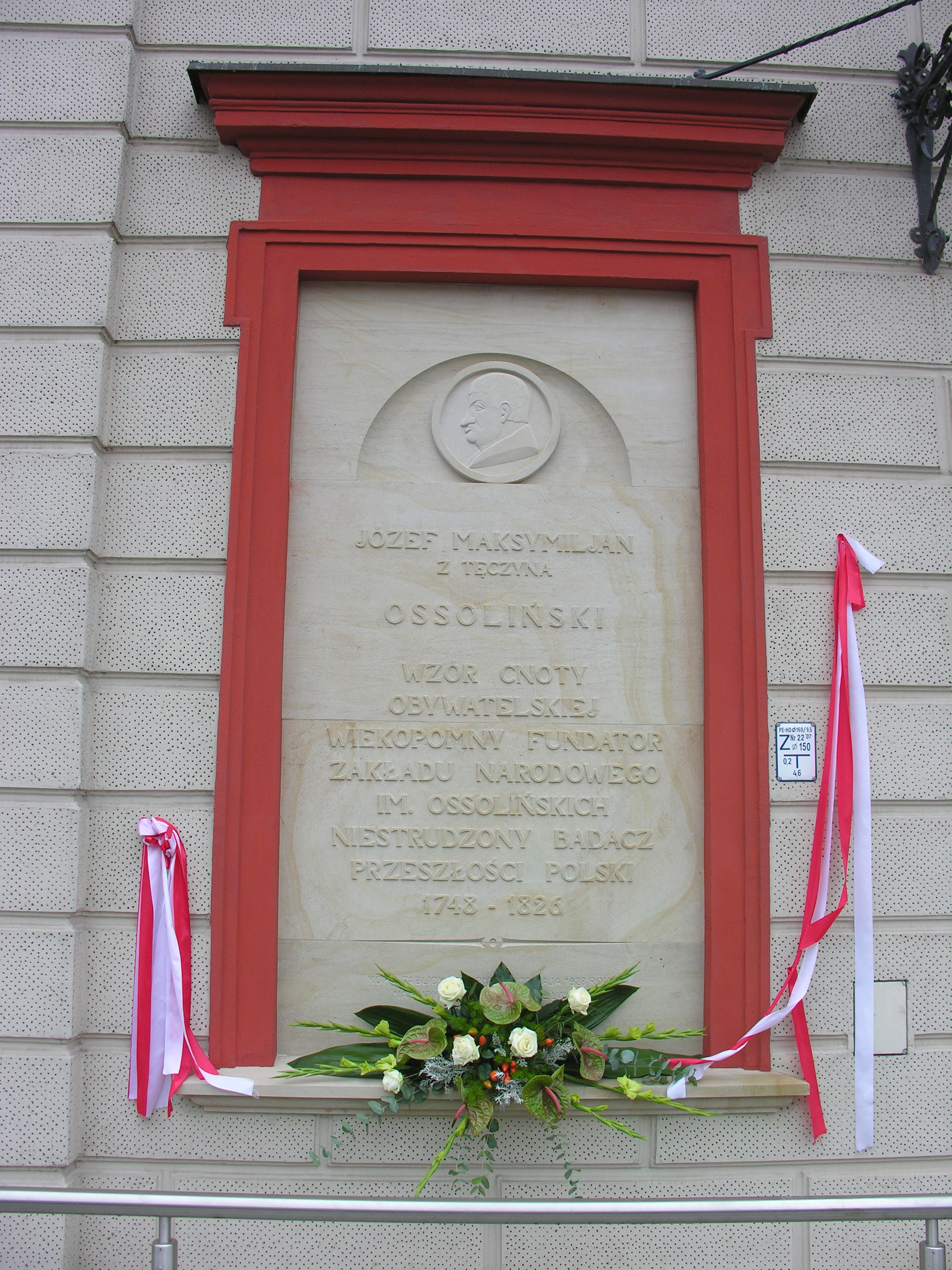
Tablica pamiątkowa na pn. ścianie wrocławskiego Ossolineum, kopia lwowskiej

Józef Kajetan Piotr Maksymilian Ossoliński herbu Topór, krypt.: J. H. O. K. C.; J. M. h. O.; J. M. h. T. O.; J. M. h. z. T. O.; J. M. O., (ur. 1748 w Woli Mieleckiej, zm. 17 marca 1826 w Wiedniu) – polski powieściopisarz, poeta, badacz i historyk literatury, historyk, tłumacz, leksykograf, jeden z głównych prekursorów badań nad Słowiańszczyzną, działacz kulturalny epoki oświecenia, założyciel Zakładu Narodowego im. Ossolińskich we Lwowie w roku 1817, któremu przekazał swój potężny księgozbiór.

## Życiorys
Urodził się w Woli Mieleckiej, w województwie sandomierskim. Ojciec jego – Michał Ossoliński był kasztelanem czchowskim, a także właścicielem Mielca, Zgórska, Cyranki, Piątkowca, Woli Mieleckiej, Partyni, Izbisk. Matką zaś była Anna z Szaniawskich. Wychowany był w surowej i godnej atmosferze właściwej dawnym dworom szlacheckim. Józef Maksymilian był młodzieńcem głęboko religijnym, nieśmiałym i skromnym.
W roku 1762 wysłany został na naukę do Collegium Nobilium jezuitów w Warszawie, jednej z najlepszych szkół jezuickich w kraju (ukończył je w roku 1771). Profesorami Ossolińskiego w Collegium byli wybitni duchowni: Adam Tadeusz Naruszewicz – poeta i historyk, redaktor Zabaw przyjemnych i pożytecznych; Karol Wyrwicz – geograf, historyk i pedagog; Franciszek Bohomolec – autor wielu komedii bezlitośnie chłostających wady ówczesnej szlachty, i wielu innych (I. Nagurczewski, J. Albertrandi). Wszyscy oni należeli do kręgu przyjaciół króla Polski – Stanisława II Augusta, który zaraz po wstąpieniu na tron w roku 1764 skupił wokół siebie ludzi, popierających jego program reform Rzeczypospolitej.
Traktaty rozbiorowe sankcjonujące grabież ziem polskich dokonaną w roku 1772 spowodowały, że majątki Ossolińskich znalazły się w nowo utworzonej prowincji monarchii habsburskiej, zwanej odtąd Galicją. Gospodarząc w majątkach rodzinnych na Mielecczyźnie i co jakiś czas odwiedzając Warszawę, oddawał się Ossoliński zajęciom literackim i pracy naukowej, różnorodnym zarówno co do treści jak i formy. Wkrótce potem otrzymał tytuł hrabiowski. 18 września 1785 poślubił swoją krewną – hrabinę Teresę Jabłonowską. Małżeństwo było bezdzietne i rozeszło się w 1791.
W latach 1789–1793 działał aktywnie w komitecie, którego zadaniem było uzyskanie zmian w systemie austriackiego zarządzania Galicją. Projekt konstytucji Galicji nie doczekał się jednak realizacji. W tym samym okresie (1790-1793) przewodniczył też delegacji stanów galicyjskich do Leopolda II. Około roku 1792 podróżował po Europie Środkowej odwiedzając kolejno: Saksonię, Bawarię, Austrię, Czechy i Morawy. W roku 1793 przez kilka miesięcy mieszkał w Wiedniu. Pozostawał wówczas w dobrych stosunkach z austriackim ministrem Thugutem, dzięki czemu mógł pośredniczyć w kontaktach pomiędzy rządem wiedeńskim a przywódcami insurekcji kościuszkowskiej (1794). W tym okresie protegował lwowski "Dziennik Patriotycznych Polaków" (wydawany w latach 1792-1798), a co ważniejsze - wstawiał się za więzionymi wówczas patriotami (np. H. Kołłątaj).
Po III rozbiorze Polski (1795) zaborcy dążyli do wynarodowienia społeczeństwa, niszcząc i zamykając uczelnie, placówki naukowe i kulturalne, wprowadzając zamiast polskiego – swój język do urzędów. Najdotkliwszym ciosem dla kultury polskiej stało się wywiezienie do Rosji wspaniałych zbiorów Biblioteki Załuskich. W tej sytuacji do walki o stworzenie ogólnonarodowej biblioteki stanęli m.in. Czartoryscy (Puławy), Tadeusz Czacki (Krzemieniec) i Józef Maksymilian Ossoliński – fundator Zakładu Narodowego im. Ossolińskich we Lwowie.
Uporządkowaniem i poszerzaniem księgozbioru Ossolińskiego zajął się od roku 1794 Samuel Bogumił Linde. Dziesięć lat spędzonych u Ossolińskiego w dużej mierze poświęcił Linde na gromadzenie materiałów do Słownika języka polskiego. Czerpał je z dzieł polskich i słowiańskich zawartych w bibliotece hrabiego, korzystając nie tylko z jego opieki materialnej i poparcia moralnego, ale przede wszystkim z jego współpracy naukowej. Sława Lindego jako badacza spowodowała, że w 1804 powołano go na dyrektora Liceum Warszawskiego  .
Od roku 1795 Ossoliński mieszkał na stałe w Wiedniu, gdzie poświęcił się pracom naukowym i pasji bibliofila. W tym okresie rozpoczął na dużą skalę gromadzenie zbiorów bibliotecznych, graficznych, numizmatycznych i malarstwa, które już w roku 1800 przeznaczał na projektowaną fundację narodową. 5 stycznia 1808 został mianowany tajnym radcą dworu cesarskiego, a rok później (16 lutego 1809) prefektem Nadwornej Biblioteki Cesarskiej, którą skutecznie obronił przed grabieżą w czasie wkroczenia wojsk francuskich do Austrii. Przez 15 lat (1808-1823) pełnił funkcję kuratora galicyjskiego instytutu ekonomicznego w Wiedniu. Wkrótce też został mianowany przez cesarza Austrii Franciszka I najwyższym marszałkiem koronnym, komandorem orderu Św. Stefana oraz wielkim ochmistrzem Królestwa Galicji i Lodomerii.
Od roku 1800 był członkiem Towarzystwa Przyjaciół Nauk w Warszawie. Za zasługi naukowe był wybrany w roku 1808 członkiem honorowym Towarzystwa Naukowego w Getyndze oraz towarzystw naukowych w Pradze i Warszawie. Następnie został członkiem honorowym lub rzeczywistym Akademii Wiedeńskiej, Uniwersytetu Jagiellońskiego, Uniwersytetu Wileńskiego, Towarzystwa Gospodarczego w Wiedniu, Morawsko-Śląskiego Towarzystwa dla Wspierania Rolnictwa i Krajoznawstwa, Muzeum Czeskiego w Pradze. Uniwersytet Lwowski nadał mu w roku 1820 doktorat honorowy z filozofii.

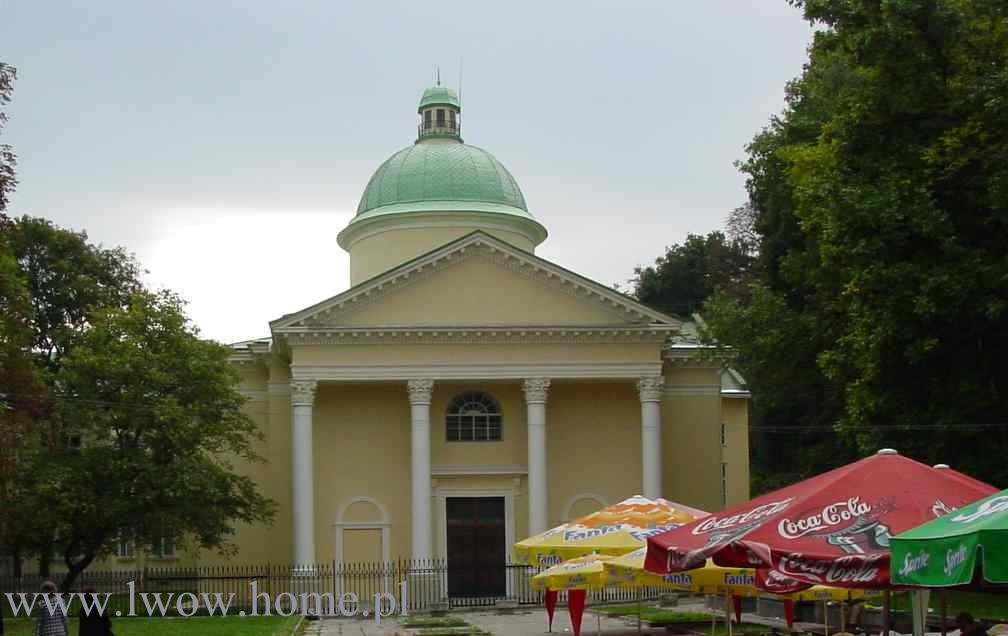
Lwowska książnica Ossolineum – przebudowany przez Józefa Bema kościół św. Agnieszki

W celu umieszczenia swoich zbiorów Ossoliński nabył na własność lwowski klasztor pokarmelitański wraz z ruinami kościoła św. Agnieszki. Kilka miesięcy później wyjednał u cesarza Franciszka I (8 maja 1817) zatwierdzenie statutu Zakładu Narodowego imienia Ossolińskich. Głównym dostarczycielem książek dla Ossolińskiego był księgarz Karol Wild.
W akcie erekcyjnym Zakładu Narodowego Ossoliński przeprowadził plan fundacji w 60 skomplikowanych paragrafach: ustanowił kuratora dziedzicznego, a zarazem ordynata dóbr ziemskich, które po sobie zostawiał, zobowiązując go do wypłacania corocznie 6000 reńskich na potrzeby instytucji. Pod okiem kuratora funkcjonować mieli: dyrektor, kustosz i pisarz, a obowiązkiem pierwszego z nich było wydawanie czasopisma naukowego pt. Wiadomości o dziełach uczonych. Ossoliński zamierzał bowiem stworzyć w powołanym przez siebie Zakładzie ognisko badań nad dziejami i literaturą ojczystą oraz stowarzyszenie uczonych, pracujących na tym polu.
25 grudnia 1823 Ossoliński zawarł umowę z księciem Henrykiem Lubomirskim, który włączył swe zbiory do Biblioteki Ossolińskich, co prawda oddzielnie, lecz w ścisłym i trwałym związku, pod nazwą "Muzeum imienia Lubomirskich".
W roku 1820 zapadł na ciężką chorobę, zaś w 1823 stracił wzrok. Zmarł po ciężkich cierpieniach w Wiedniu 17 marca 1826. Jego grób nie istnieje – znajdował się bowiem w tej części cmentarza Matzleindorf, która została zniszczona i zajęta na cele komunikacyjne.
W roku 1826 Stany Galicyjskie poleciły Gwalbertowi Pawlikowskiemu, nadwornemu sekretarzowi w Wiedniu, odbiór i spisanie zbiorów Ossolińskiego. W ciągu 10 miesięcy Pawlikowski spisał i spakował całą kolekcję, a 31 marca 1827 wysłał na miejsce – do Lwowa. Cały zbiór Ossolińskiego, darowany narodowi polskiemu jako Zakład Narodowy imienia Ossolińskich, spakowany w 52 ogromne skrzynie, zawierał 10 121 dzieł w 19 055 tomach, 456 tomów dubletów (tj. podwójnych egzemplarzy), 76 wiązek różnych pism, 567 rękopisów w 715 tomach, 133 map oraz 1445 rycin.

## Upamiętnienie
W 150-lecie Ossolineum (1817-1967) został wybity medal upamiętniający J.M. Ossolińskiego, zaprojektowany przez St. Sikorę.
Od 18 czerwca 2000 jest patronem Zespołu Szkół w Woli Mieleckiej.
Wizerunek Józefa Maksymiliana Ossolińskiego widnieje na rewersie dwóch monet kolekcjonerskich wyemitowanych przez Narodowy Bank Polski w 2017 r. z okazji dwusetnej rocznicy istnienia Zakładu Narodowego im. Ossolińskich: złotej o nominale 100 złotych oraz srebrnej o nominale 10 złotych.

## Twórczość
Ossoliński był współpracownikiem 2 czasopism: prowadzącego walkę z nieuctwem i konserwatyzmem szlachty, z zaśmiecaniem języka polskiego obcymi naleciałościami, propagujących tolerancje religijną, działalność przemysłową i podniesienie rolnictwa: wychodzącego od roku 1765 Monitora i pierwszego pisma literackiego w Polsce, wychodzących w latach 1770–1777 – Zabaw przyjemnych i pożytecznych ze sławnych wieku tego autorów zebranych (na którego łamach debiutował w roku 1771, współpracując z nim do roku 1773), będących oficjalnym organem "obiadów czwartkowych". W tym okresie prowadził także studia historyczne i historyczno-literackie w bibliotece królewskiej i dysponującej wielkimi zbiorami Bibliotece Załuskich.
Był także autorem monografii historyczno-literackich, powiastek filozoficznych, przekładów literatury antycznej.

### Ważniejsze dzieła
1. Mowa o danym publicznie dowodom z prawa o kontrakcie przedażnym... in Coll. Nob. Soc. J. miana dn. 16 lipca r. 1771, "Zabawy Przyjemne i Pożyteczne" 1771 t. 4, cz. 1, s. 81-88; także wyd. 2 – 1793
2. Wiek mój. Rękopismo starożytne od końca panowania Zygmunta I aż do panowania Zygmunta III rozciągające się, znalezione przez J. M. h. T. O., powst. około roku 1778, niewydane, fragm. (dedykowane Krasickiemu, przedmowa do czytelnika, początek rozdz. 3) w rękopisie Ossolineum, sygn. 1295/II k. 18-27; dedykację ogł. B. Gubrynowicz, s. 23-25; (powieść wzorowana na Historii I. Krasickiego); w tym rękopisie znajduje się ponadto wiele, przeważnie brulionowych, próbek literackich Ossolińskiego, m.in.: fragm. 2 komedii (k. 68-85), fragm. powieści bez tytułu (k. 100-110v.); sielanka: Dafne i Tytyr (k. 91-95v.); wiersz: Na miłość nie masz lekarstwa; zobacz także Przekłady poz. 3, 5-7
3. Do... Pani z hrabiów Ossolińskich hrabiny Jabłonowski... z okoliczności śmierci jej męża wiersz cieszący, brak miejsca wydania 1780, (podpis: J. M. h. O.)
4. Wieczory badeńskie, czyli powieści o strachach i upiorach, z dołączeniem bajek i innych pism humorystycznych, powst. w latach 1793–1794, fragm. "Przyjaciel Ludu" 1844 t. 2, 1845 t. 2, 1846; całość wydał pośmiertnie J.Czech, Kraków 1852 (tu m.in.: Przekłady poz. 8); rękopis: Ossolineum, sygn. 660-662/II, 2755/I, 12717/I; przekł. czeski (1840)
5. O potrzebie nauki prawa w naszym kraju, Warszawa 1814
6. Projekt instrukcji dla katedry języka i literatury polskiej (z 1817); Instrukcja dla profesora języka i literatury polskiej na Uniwersytecie Lwowskim; z: kopii Biblioteki Jagiellońskiej, sygn. 77 i rękopisu Ossolineum, sygn. 3612 (obecnie we Lwowie) ogł. B. Czarnik, "Pamiętnik Literacki" rocznik 1 (1902), s. 303 i następne, (obie prace w jęz. niemieckim)
7. Przedmowa (do) M. Juszyński: Krótkie przypowieści dawnych Polaków, Kraków (1819); autorstwo definitywnie rozwiązuje T. Mikulski (W kręgu oświeconych, s. 410)
8. Wiadomości historyczno-krytyczne do dziejów literatury polskiej o pisarzach polskich, także postronnych, którzy w Polscze albo o Polscze pisali, oraz o ich dziełach, z roztrząśnieniem wzrostu i różnej kolei ogólnego oświecenia, jako też szczególnych nauk w narodzie polskim t. 1-2, Kraków 1819 (druk rozpoczęty w roku 1815); przedr. "Dziennik Wileński" (1820 t. 1-2, 1821 t. 1-3, 1822 t. 2); t. 3, Kraków 1822, wyd. następne (tytułowe): Żywot i sprawy Stanisława Orzechowskiego, Kraków 1851; t. 4 z rękopisów pośmiertnych wyd. A. Bielowski, Lwów 1851; rękopisy:  Ossolineum, sygn. 745-750/I, 935/I (przedmowa), sygn. 3232-3234/II (Ułamki rękopisu Józ[efa] Max[ymiliana] Ossolińskiego [pt.] Żywot Stanisława Orzechowskiego), 1214/II (jak wyżej), 12718/II; przekł.: niemiecki (1822), rosyjski (1822); Wiadomości... stanowią tylko część opracowywanych przez Ossolińskiego Żywotów, zachowanych m.in. w następujących rękopisach Ossolineum: sygn. 725/I, 935/II-936/I, 1098/I, 3153-3156/II, 12712-12713/II; niektóre ogł. pośmiertnie "Czasopism Naukowy Księgozbioru Publicznego im. Ossolińskich" 1828 t. 1 (Wiadomość o życiu... Szymona Czechowicza; O Mikołaju Danielu Chodowieckim...)
9. Uwagi... nad recenzją Historii Biblioteki Uniwersytetu Jagiellońskiego w Krakowie przez J. S. Bandtkiego napisanej w "Pszczółce Krakowskiej" r. 1821, t. IV, s. 50-65 przez A. B. X. Z. R. C. K. N. umieszczoną, Poznań 1821; przedr.: w t. 3, cz. 2, poz. 8; pt. Uwagi dotyczące się zasług J. S. Bandtkiego..., "Mrówka Poznańska" 1822 t. 7, s. 173-208
10. List w przedmiocie historii literatury polskiej, pisany z Wiednia... do księcia A. C. (Czartoryskiego), powst. 1823, "Dziennik Warszawski" 1825 t. 2, s. 37-57
11. Początki Sławian. Rozprawy 1-4, z rękopisów Ossolineum sygn. 1291-1294/I wyd. K. Słotwiński, "Czasopismo Naukowe od Zakładu Narodowego im. Ossolińskich Wyd." 1831 zeszyty 1, 4; 1832 zeszyt 1; 1833 zeszyty 3-8, (inne redakcje, notaty i rozprawy do opracowywanej przez Osolińskiego historii Słowian zachowane są m.in. w rękopisach Ossolineum: sygn. 1091-1093/I, 1097/I, 1287-1290/I, 12706-12711/I
12. Historia życia i panowania Zygmunta I, autograf znajdował się w Ossolineum, sygn. 488 (obecnie we Lwowie); zachowane fragmenty, inne redakcje i nontaty, m.in. w rękopisach Ossolineum: sygn. 1005/I, 1025-1026/I, 1031/II, 12696-12701/II; fragm.: Poselstwa ważniejsze za Zygmunta I, "Czasopism Naukowy Księgozbioru Publicznego im. Ossolińskich" 1830 t. 2; Historia młodości Zygmunta I, czyli życie jego aż do wstępu na tron, "Czasopismo Naukowe od Zakładu Narodowego im. Ossolińskich Wyd." 1831 zeszyty 1-4; 1834 zeszyty 1-4; Dzieje wieku i panowania Zygmunta I, "Czasopismo Naukowe od Zakładu Narodowego im. Ossolińskich Wyd." 1832 zeszyty 3-4; 1833 zeszyty 1-2
13. O rozmaitym następstwie na tron za dynastii Piastów. Rozprawa z rękopisów... wyjęta, "Czasopismo Naukowe od Zakładu Narodowego im. Ossolińskich Wyd." 1832 zeszyt 3 i wyd. osobne Lwów 1833; rękopis: Ossolineum, sygn. 920a/I.

W rękopisach pozostały dziesiątki nieukończonych rozpraw historycznych, historyczno-literackich, filozoficznych i in., notat i wypisów Ossolińskiego, m.in. w Ossolineum: sygn. 484/III, 725/I, 783/I, 786-797/I, 907 (we Lwowie; tu m.in.: Monitor, Filozofia bałamutna), 920b/I, 931-933/I, 936/I, 1095-1096/I, 1099/I (tu m.in.: Do przyjaciela myślącego się żenić), 1100/I (tu m.in.: Krytyka na Naruszewicza), 1284/I, 1296/I (tu m.in.: Do Rozyny o bajkach), 1097/I (tu: Biblioteka polska, czyli opisanie ksiąg...), 3157/I (tu: Bibliografia), 3158-3159/I, 12702-12705/II.
Niektóre rozprawy Ossolińskiego ogłaszano pośmiertnie "Czasopism Naukowy Księgozbioru Publicznego im. Ossolińskich" (od roku tytułowane: "Czasopismo Naukowe od Zakładu Narodowego im. Ossolińskich Wyd.") 1828 t. 1 – 1833 zeszyt 7 (tu m.in.: Rozmyślania ślepego, 1828 t. 4; Obrona autorstwa, 1831 zeszyt 1; O cnocie i powinnościach, 1831 zeszyt 1).
Pisał on także memoriały polityczne w językach francuskim i niemieckim (porównaj rękopisy Ossolineum: sygn. 451/III, 928 we Lwowie, 1295/II, 2427/I, 5819/III.
Ossoliński nie jest natomiast autorem przypisywanego mu pisma politycznego: Stary kosmopolita Syrach do Konwencji Narodowej we Francji... W Sarmacji 1795.

### Przekłady
1. T. Livius: Rozmowa Pyrra z Fabrycjuszem o dostatkach i ubóstwie obywatelskim, "Zabawy Przyjemne i Pożyteczne" 1771 t. 3, cz. 2, s. 209-222; także wyd. 2 – 1780
2. Rozmowa między Platonem a Ezopem (z franc.), "Zabawy Przyjemne i Pożyteczne" 1771 t. 4, cz. 1, s. 17-28; także wyd. 2 – 1793, (podpis: J. H. O. K. C.)
3. B. Fontenelle: Rozmowy zmarłych (wybrane): Rozmowa między Sokratem i Montanem; Rozmowa między Bereniką i Kosmem; Rozmowa między Augustem i Piotrem Aretynem; Rozmowa między królową Elżbietą a książęciem d'Alençon; Rozmowa między Herostratem i Demetriuszem z Faleru (fragm.), rękopis (brulion): Ossolineum, sygn. 1295/II k. 59-67v., (prawdopodobnie, autorstwa Ossolińskiego są przekłady Rozmów... ogłoszone anonimowo w "Zabawach Przyjemnych i Pożytecznych" 1772 t. 6, cz. 2, s. 339-368; 1773 t. 7, cz. 1, s. 113-121, 177-201 – Ossoliński współpracował bowiem w tym okresie z redakcją "Zabaw Przyjemnych i Pożytecznych")
4. Jerzy Ossoliński: Mowy..., Warszawa 1784, (z przedmową tłumacza), pierwodruk Mowy... do elektorów Rzeszy Niemieckiej..., "Zabawy Przyjemne i Pożyteczne" 1773 t. 7, cz. 2, s. 393-403; rękopis: Ossolineum, sygn. 1116/I (na kartach 2-12: Życie Jerzego Ossolińskiego)
5. J. F. Marmontel: Annetka i Luben. Powieść z Marmontela, rękopis: Ossolineum, sygn. 1295/II, k. 51-58v.
6. A. Haller: Satyra... stosowana do stanów Rzeczypospolitej Berneńskiej, rękopis: Ossolineum, sygn. 1295/II, k. 67-67v., (przekł. prozą)
7. L. A. Seneca: O pocieszeniu ksiąg troje, Warszawa 1782; rękopis: Ossolineum, sygn. 763/I; w rękopisie, sygn. 1295/II, k. 3-13: Życie Seneki filozofa, (z dedykacją dla Stanisława Augusta)
8. Lukian z Samosaty: Łgarze i niedowiarek. Rozmowa między Tychiadem a Filoklesem. Z Lucyna, wyd. zobacz Ważniejsze dzieła poz. 4
9. T. Livius: Dzieje rzymskie t. 1-3, "Tłumaczenia w czasie ślepoty zaczęte 1 maja 1823", wyd. Lwów 1850; rękopisy: Ossolineum, sygn. 3122-3147/I; fragm. brulionowe księgi 1-2 sygn. 12716/II, s. 1-88
10. Plinius Caecilius Secundus: Listów przyjacielskich ksiąg cztery, przeł. 1825, rękopis: Ossolineum, sygn. 1304/I
11. S. Orzechowski: Uroczystość i obrządki wesela Zygmunta Augusta, króla polskiego..., "Czasopism Naukowy Księgozbioru Publicznego im. Ossolińskich" 1828 t. 3
12. F. Baldwin: Z mowy... do Jana Syriusza Zamoyskiego, przekł. z łaciny "Czasopism Naukowy Księgozbioru Publicznego im. Ossolińskich" 1830 t. 1; rękopis: Ossolineum, sygn. 1296/I
13. Homer: Iliada księgi 1-3, rękopis: Ossolineum, sygn. 1155/I; fragm. z księgi 1 sygn. 12716/II, s. 89-119, (przekł. prozą i obszerne streszczenie; według przekł. francuskiego G. Massieugo)
14. D. I. Iuvenalis: Satyry, rękopis: Ossolineum, sygn. 1032/I, (przekł. prozą)
15. J. D. Hoffmann: Colloquium Thorunense, czyli historia literacka rozmowy braterskiej toruńskiej. Tłum., wyjaśnił i pomnożył..., rękopis: Ossolineum, sygn. 1040/I
16. Xenophont: Rzecz na króla Agezylausza rozdz. 1, rękopis: Ossolineum, sygn. 12716/II, k. 117-124.

### Listy i materiały
1. Korespondencja z J. Dzierzkowskim z lat 1790, 1815 i in.; rękopisy: Ossolineum, sygn. 525 i 2338 (obecnie we Lwowie); fragm. wykorzystał i cytował B. Gubrynowicz, s. 56
2. Od Dzierzkowskiego z roku 1790, z rękopisu Ossolineum sygn. 780/I ogł. K. Kantecki: Szkice i opowiadania, Poznań 1883, s. 370
3. Do T. Czackiego z 23 kwietnia 1798, z rękopisu Biblioteki Czartoryskich sygn. 968 ogł. "Przegląd Lwowski" 1873 t. 5, s. 78-81 – z roku 1803 i brak roku oraz od Czackiego z 1 maja 1798 i brak roku; z rękopisów: Biblioteki Jagiellońskiej sygn. 3468, 3472; Ossolineum 783/I, 1284/I, wykorzystał i fragmenty ogł. J. Michalski: Spór o koncepcję słownika Lindego, "Studia i Materiały z Dziejów Nauki Polskiej" t. 2 (1954) – do S. Staszica z 1 grudnia 1798, ogł. C. Leśniewski: Stanisław Staszic, jego życie i ideologia w dobie Polski Niepodległej (1755-1795), Warszawa 1926 "Rozprawy Historyczne Towarzystwa Nauk Warszawskiego" t. 5, zeszyt 2, (zobacz też poz. 13)
4. Korespondencja z S. B. Lindem z lat 1799-1804, 6 listów, ogł. A. Bielowski w: S. B. Linde: Słownik języka polskiego, wyd. 2, t. 1, Lwów 1854, s. 20-32; także wyd. 3 Warszawa 1951 – do Lindego 4 listy z lat 1807-1819, wyd. T. Wierzbowski w: Materiały do dziejów piśmiennictwa polskiego t. 2, Warszawa 1904 – do Lindego, ogł. K. Petelenz, "Sprawozdanie Gimnazjum Świętego Jacka w Krakowie za rok szkolny 1888" – do Lindego z lat 1815-1828, rękopis: Biblioteka Jagiellońska, sygn. 3468 – do Lindego(?) z 16 sierpnia (po roku 1817), rękopis: Biblioteka PAN Kraków, sygn. 1812
5. Do A. K. Czartoryskiego z 5 września 1803, ogł. L. Dębicki: Puławy t. 3, Lwów 1888, s. 68 – 2 listy z roku 1803 ogł. W. A. Francew: Polskoje sławianowiedienije konca XVIII i pierwoj czetwierti XIX st., Praga 1906, s. 112 i następne – 2 listy z roku 1803, ogł. J. Kallenbach: Zakładowi Narodowemu im. Ossolińskich, "Przegląd Współczesny" t. 25 (1928), s. 177-181
6. Do A. K. Czartoryskiego z 14 sierpnia 1815, rękopis: Biblioteka Czartoryskich, sygn. 5476
7. Do ks. Reptowskiego z 1 grudnia 1803, ogł. A. Bielowski jak wyżej poz. 4
8. Do T. Greblowej z 4 lutego 1807, ogł. B. Horodyski w dodatku do: Listy J. M. Ossolińskiego do Ambrożego Grabowskiego, Wrocław 1950, s. 165
9. Do nieznanego adresata, prawdopodobnie z roku 1810, rękopis: Archiwum Akt Dawnych Miasta Krakowa, sygn. E 69
10. Do A. Ankwicza, kopiowane z oryginałów przez A. Grabowskiego, rękopis: Biblioteka Jagiellońska, sygn. 2831; Ossolineum, sygn. 1448/I – do Ankwicza z 10 kwietnia 1811, rękopis: Archiwum Akt Dawnych Miasta Krakowa, sygn. E 70 – do Ankwicza 2 listy z roku 1817, fragmenty ogł. A. Bar: Z korespondencji J. M. Ossolińskiego, "Silva Rerum" 1928 zeszyt 4/5
11. Do A. Grabowskiego z lat 1813-1826, z rękopisu Biblioteki Narodowej wyd. B. Horodyski: Listy J. M. Ossolińskiego do Ambrożego Grabowskiego, Wrocław 1950, (tu w dodatku: poz. 8 oraz Uwiadomienie T. Mateckiego o przedsięwzięciu druku Wiadomości o uczonych Polakach)
12. Do Aleksandra Potockiego, w zbiorze korespondencji z lat 1814-1822, rękopis: Archiwum Główne Akt Dawnych (Archiwum Wilanowskie, sygn. 289)
13. Do S. Staszica 2 listy z lat 1815 i 1818, ogł. A. Kraushar: Towarzystwo Warszawskie Przyjaciół Nauk t. 3, Warszawa 1902, s. 319; t. 4, Warszawa 1904, s. 330
14. Do J. S. Bandtkiego 5 listów z lat 1816-1820, rękopis: Biblioteka Jagiellońska, sygn. 1874 – do/od Bandtkiego z roku 1818, wykorzystał B. Czarnik, "Pamiętnik Literacki" rocznik 1 (1902), s. 111 – do Bandtkiego z roku 1822, rękopis: Biblioteka PAN Kraków, sygn. 1812a).
15. Do J. Bąkowskiego, rękopis: Ossolineum, sygn. 1448/I – fragm. z roku 1817 ogł. A. Bar jak wyżej poz. 10; cytował B. Gubrynowicz, s. 56
16. Do Jana Śniadeckiego z 1 września 1817, z rękopisu Biblioteki Czartoryskich sygn. 678 ogł. J. Kallenbach, "Kronika Powszechna" 1913 nr 15 – z roku 1821, rękopis: Biblioteka Jagiellońska, sygn. 3131
17. Do S. K. Potockiego z sierpnia 1819, z rękopisu Archiwum Wilanowskiego sygn. 271 ogł. M. Łodyński: Materiały do dziejów państwowej polityki bibliotecznej w Księstwie Warszawskim i Królestwie Polskim (1807-1831), Wrocław 1958 "Książka w Dawnej Kulturze Polskiej" nr 8 (s. 65)
18. Do F. Bentkowskiego fragm. listu z lat 1819-1822, rękopis: Ossolineum, sygn. 12718/II, s. 23-25
19. Do J. Dobrovskiego 3 listy, ogł. W. A. Francew: Polskoje sławianowiedienije konca XVIII i pierwoj czetwierti XIX st., Praga 1906 – od Dobrovskiego z 4 stycznia 1820, ogł. J. V. Jagić: Neue Briefe von Dobrovský, Kopitar und anderen süd und vest Slaven, Berlin 1895, s. 628-634 – z 28 czerwca 1823, ogł. J. V. Jagić: Briefwechsel zwischen Dobrovský und Kopitar, Berlin 1885
20. Do J. Lelewela z 2 stycznia 1821, rękopis: Biblioteka Jagiellońska, sygn. 4435 – od Lelewela z 22 maja 1821, rękopis: Biblioteka Ossolińskich, sygn. 921/II – do F. Siarczyńskiego z roku 1823, ogł. "Biblioteka Naukowa Zakładu Narodowego im. Ossolińskich" 1842, t. 1, s. 3 i następne – od F. Siarczyńskiego z roku 1823, rękopis: Ossolineum, sygn. 2193 (kopia) – korespondencja z A. Rościszewskim, rękopis: Ossolineum, sygn. 2193 (kopie)
21. Korespondencja z A. Stadnickim, rękopisy znajdowały się w Ossolineum, sygn. 2200-2203 (autografy: pozostały we Lwowie)
22. Od I. Krasickiego z 5 września 1793, ogł. K. Kantecki, "Tygodnik Ilustrowany" 1877 t. 2, s. 61, przedr. w: Szkice i opowiadania, Poznań 1883, s. 377; Z. Goliński, M. Klimowicz, R. Wołoszyński w: Korespondencja Ignacego Krasickiego t. 2, Wrocław 1958
23. Od T. Kościuszki z roku 1794, ogł. H. Zeissberg: Quellen zur Geschichte der deutschen Kaiserpolitik Österreichs, t. 4, Wiedeń 1885
24. Od M. G. Kovachicha z 30 stycznia 1801, rękopis: Ossolineum, sygn. 780/II
25. Od cesarza Franciszka I z roku 1809, wydano pt. Podobizna listu własnoręcznego... cesarza Franciszka I, pisanego do..., Lwów 1851; rękopis: Ossolineum, sygn. 11655/I
26. Od J. Maussa z roku 1817, fragm. w przekładzie polskim (oryginał niemiecki) ogł. S. Schnür-Pepłowski: Obrazy z przeszłości Galicji i Krakowa t. 1, Lwów 1806, s. 33; wykorzystał B. Czarnik, "Pamiętnik Literacki" rocznik 1 (1902), s. 110
27. Od M. A. Fuegera z roku 1818, wykorzystał B. Czarnik s. 110, "Pamiętnik Literacki" rocznik 2 (1903), s. 604
28. Podróże po Austrii i Niemczech, fragmentaryczny dzienniczek 2 podróży (pierwsza około 1792, druga po 1792), rękopis: Ossolineum, sygn. 798/I.

Korespondencja Ossolińskiego ws. założenia biblioteki znajduje się w rękopisach Ossolineum: sygn. 541/IV, 919/I, 11565/II, a ponadto także sygn. 2969 i 4006 (we Lwowie).
Jego korespondencja z uczonymi znajduje się w rękopisach Ossolineum: sygn. 780/II, 783/I, 921/III, 1282/I, 1284/I, 1448/I, a ponadto także w rękopisach sygn. 488, 907 i 1087 (we Lwowie).
Materiały do jego biografii, twórczości i fundacji zawierają m.in. rękopisy Ossolineum: sygn. 151/II, 169/II, 451/III, 541/IV, 616/I, 763/I, 786-797/I, 934/I, 1005/I, 1007/I, 1091-1093/I, 1095-1098/I, 1155/I, 1169-1171/I, 1284/I, 1448/I, 3157/II, 3261/I, 4172/III, 12718-12719/II oraz: sygn. 173, 342, 546, 907, 928 (we Lwowie).
Zbiory akt i dokumentów dot. fundacji biblioteki przynoszą wydawnictwa: J. Lubomirski: Zbiór ustaw i dokumentów tyczących się Zakładu im. Ossolińskich, Lwów 1851; wyd. 2: Ustawy Zakładu Narodowego im. Ossolińskich, Lwów 1857 – W. Bruchnalski: Zakładu Narodowego im. Ossolińskich Ustawy, przywileje i rzeczy dziejów jego dotyczące, Lwów 1928.
Bardziej szczegółową bibliografię twórczości Ossolińskiego podają: J. A. Kamiński, "Skarbiec Polski" 1859 t. 1, zeszyt 1 (tu także szczegółowy wykaz rozpraw ogł. w "Czasopiśmie Naukowym Księgozbioru Publicznego im. Ossolińskich"); W. Kętrzyński: Zakład Narodowy im. Ossolińskich, Lwów 1894, s. 10-12.

## Opracowania monograficzne
Próbę monografii sporządził B. Gubrynowicz: J. M. Ossoliński. Człowiek i pisarz, Lwów 1928.

## Odznaczenia
- Komandor Orderu Świętego Stefana (Węgry)[7]